# Tubilla del Agua
Tubilla del Agua – gmina w Hiszpanii, w prowincji Burgos, w Kastylii i León, o powierzchni 78,69 km². W 2011 roku gmina liczyła 169 mieszkańców.